# XbarR-Karte
Die XbarR-Karte ist eine Art von Qualitätsregelkarte.

## Aufbau
Die XbarR-Karte (Mittelwert- und Spannweitenkarte, x-quer-R-Karte) enthält Stichprobendaten und zwei Spuren oder Schaubilder, in denen zwei Stichprobenkenngrößen dargestellt werden: der arithmetische Stichprobenmittelwert ({\displaystyle {\bar {x}}}) (im Englischen „X bar“ gelesen, daher der Name; im Deutschen „x quer“) und die Stichprobenspannweite R.

Die obere Hälfte, eine -Qualitätsregelkarte (2. Teil, die Spannweitenkarte fehlt!)

In der Fertigungspraxis besteht eine Stichprobe oft aus 5 Messwerten. Dies können zum Beispiel die Messergebnisse für fünf in direkter Reihenfolge gefertigte Teile sein. Für jede Stichprobe werden dann der Stichprobenmittelwert und die Stichprobenspannweite berechnet und in die jeweiligen Schaubilder eingezeichnet. Die so entstehenden Kurvenverläufe geben dem Werker Aufschluss über die Stabilität seines Prozesses.
Die XbarR-Karte kann aber natürlich auch in anderen Bereichen als der Fertigung eingesetzt werden. Der Vorteil der XbarR-Karte lag lange Zeit darin, dass ihre Führung keine komplizierten Rechenschritte erforderte. Mit dem Aufkommen von Computerprogrammen zur statistischen Prozesslenkung war dies aber kein nennenswerter Vorteil mehr und der Gebrauch der XbarR-Karte ist selten geworden, weil die XbarS-Karte, bei der mit Stichprobenstandardabweichungen anstatt mit Stichprobenspannweiten gearbeitet wird, statistisch effizienter ist.